# Wilhelm Hertenstein
Wilhelm Hertenstein (Kyburg, 5 maggio 1825 – Berna, 27 novembre 1888) è stato un militare svizzero.
Figlio di Jakob, ispettore forestale e di Katharina Elisabetha Thalmann. Frequentò la scuola industriale di Zurigo tra il 1837 e il 42, a cui fece seguito la formazione come ispettore forestale in Sassonia dove nel 1847 si diplomò. Tenente d'artiglieria nella guerra del Sonderbund, salì la scala gerarchica militare fino al grado di colonnello. Nel 1872 venne nominato Consigliere di Stato del canton Berna. Lo stesso anno venne eletto Consigliere nazionale e nel 1878 nel Consiglio degli Stati. Il 21 marzo del 1879 venne eletto Consigliere federale. Dove assunse la direzione del dipartimento militare, detenuto dal suo predecessore Johann Jakob Scherer morto in carica. Nel 1888 venne eletto Presidente della confederazione, ma lo stesso anno, dopo l'amputazione di una gamba, morì.